# نسونی
شهر نسونی (به فرانسوی: Nassogne) در شهرستان مرش‌آن‌فمن  در استان لوکزامبورگ  در منطقه فدرال والوون در کشور بلژیک واقع شده‌است.